# الفأر مانكس
الفأر مانكس هو فيلم أنمي يتحدث عن فأر يدعى مانكس. تمت دبلجة الفيلم للعربية بواسطة مركز الزهرة وتم عرضه على قناة سبيس تون .